# Ignaców (Pierzaki)
Ignaców – kolonia wsi Pierzaki w Polsce, położona w województwie łódzkim, w powiecie radomszczańskim, w gminie Żytno.
W latach 1975–1998 kolonia administracyjnie należała do województwa częstochowskiego.